# Divín
Divín é um município da Eslováquia, situado no distrito de Lučenec, na região de Banská Bystrica. Tem 23,93 km² de área e sua população em 2018 foi estimada em 2.073 habitantes.

## Demografia
| Ano:        | 1994 | 2004   | 2014   | 2024   |
| ----------- | ---- | ------ | ------ | ------ |
| Broj ljudi: | 2102 | 2045   | 2076   | 2012   |
| Razlika:    |      | -2,71% | +1,51% | -3,08% |

| Ano:               | 2023 | 2024   |
| ------------------ | ---- | ------ |
| Número de pessoas: | 2027 | 2012   |
| Diferença:         |      | -0,74% |